# 费翠棠
费翠棠（1895年—1967年），中国浙江省嵊县赵马村人，越剧男演员，擅长旦角，为越剧小歌班时期四大名旦之一。1909年，师从马潮水。1917年起到上海演出。费翠棠擅演青衣，代表作有《碧玉簪》(饰演李秀英)、《琵琶记》、《珍珠塔》、《玉连环》等。

## 引用文献
1. ↑  .   [2009-06-28]. （原始内容存档于2016-03-04）.